# Melandaha
Melandaha är ett underdistrikt i Bangladesh. Det ligger i den centrala delen av landet, 150 km norr om huvudstaden Dhaka.
Trakten runt Melandaha består till största delen av jordbruksmark. Runt Melandaha är det mycket tätbefolkat, med 1 517 invånare per kvadratkilometer.